# Memorial en Recordación de los Detenidos Desaparecidos
El Memorial en Recordación de los Detenidos Desaparecidos, también llamado Memorial de los Desaparecidos, es un Monumento conmemorativo dedicado a los Detenidos desaparecidos de Uruguay.  Se encuentra ubicado en el parque Carlos Vaz Ferreira, en la ladera sur del Cerro de Montevideo, se integra en su parte central por dos muros de vidrio donde se inscriben 174 nombres, apoyados en una estructura geométrica de cemento que deja ver, al costado, la roca natural.
Ha sido declarado Monumento Histórico Nacional.

## Historia
La idea de erigir un Memorial en Recordación de los Detenidos Desaparecidos partió de un planteo que le realizara el Senador del Partido Nacional, Manuel Singlet al entonces Intendente de Montevideo, arquitecto Mariano Arana. 
Dicho planteo derivó que en junio de 1998 por Resolución 2264/98 la Intendencia  de Montevideo pusiera a discusión en la Junta Departamental de Montevideo un proyecto de decreto con la propuesta de crear el Memorial. En la exposición de motivos se consideraba la situación de:

«[…] los conciudadanos detenidos-desaparecidos víctimas del terrorismo de Estado», de la que se desprendía «[…] que la sociedad uruguaya mantiene desde hace décadas una herida abierta». Aduciendo también que, en diferentes instancias a nivel nacional e internacional, «[…] se ha condenado la desaparición forzada de personas como un crimen de lesa humanidad», se opinaba que correspondía al Gobierno Departamental contribuir «[…] a ejercitar de modo activo la memoria ciudadana, estimulando los valores cívicos, la defensa de los Derechos y Garantías constitucionales, la vigencia del Estado de Derecho y la defensa de los Derechos Humanos». Por todos estos motivos, se consideraba pertinente designar un espacio público en recordación de los desaparecidos. El emplazamiento debía «[…] constituirse en un ámbito propicio para la memoria y la reflexión sobre los hechos acontecidos y la necesidad de que NUNCA MÁS se reiteren situaciones similares […]».

En el mismo proyecto se propuso designar con el nombre de “Memorial en Recordación de los Detenidos Desaparecidos” un sector del Parque Vaz Ferreira, y otorgar el auspicio de la Intendencia a la realización de un concurso de anteproyectos para acondicionar el mismo. En julio de 1998 el proyecto sería aprobado mediante el decreto N.°  28134 del parlamento departamental. En octubre de ese mismo año, mediante una resolución departamental, son aprobada las bases del concurso, que contó con el auspicio de la Sociedad de Arquitectos del Uruguay y de una Comisión Pro-Memorial en Recordación de los Detenidos Desaparecidos -integrada por 33 personalidades del ámbito nacional-.
A la convocatoria se presentaron 42 proyectos. El proyecto ganador fue el de los arquitectos Martha Kohen y Ruben Otero, con la colaboración del artista plástico Mario Sagradini, el ingeniero agrónomo Rafael Dodera, Diego López de Haro y Pablo Frontini.
En marzo de 1999 por resolución departamental 917/99 se homologó el fallo del jurado actuante.
En junio de 1999 la Intendencia aprobó el contrato para la construcción (Resolución 2139/99) que comenzó en agosto de 2001. Los fondos recaudados por los mecanismos populares instrumentados oportunamente por la Comisión Pro Memorial no fueron suficientes para concluir la obra, y se debió recurrir a la Intendencia de Montevideo, quien aportó los recursos que faltaban para finalizarla en los plazos previstos.
El Memorial fue oficialmente inaugurado el 10 de diciembre de 2001, coincidiendo con un nuevo aniversario de la Declaración Universal de los Derechos Humanos.
En 2014 fue declarado Monumento Histórico Nacional por resolución 211/014 del Ministerio de Educación y Cultura y la Comisión del Patrimonio Cultural de la Nación. 

## Premios
- Primer Premio Concurso Nacional de Proyectos, 1998.[8]
- Primer premio compartido en la categoría Arquitectura Paisajística Internacional en la XIII Bienal Panamericana de Arquitectura de Quito, Ecuador (2002).
- Primer premio en la V Bienal de Arquitectura de San Pablo, Brasil (2003).
- Medalla de Plata en la Primera Bienal de Arte de Miami, Estados Unidos.

## Galería

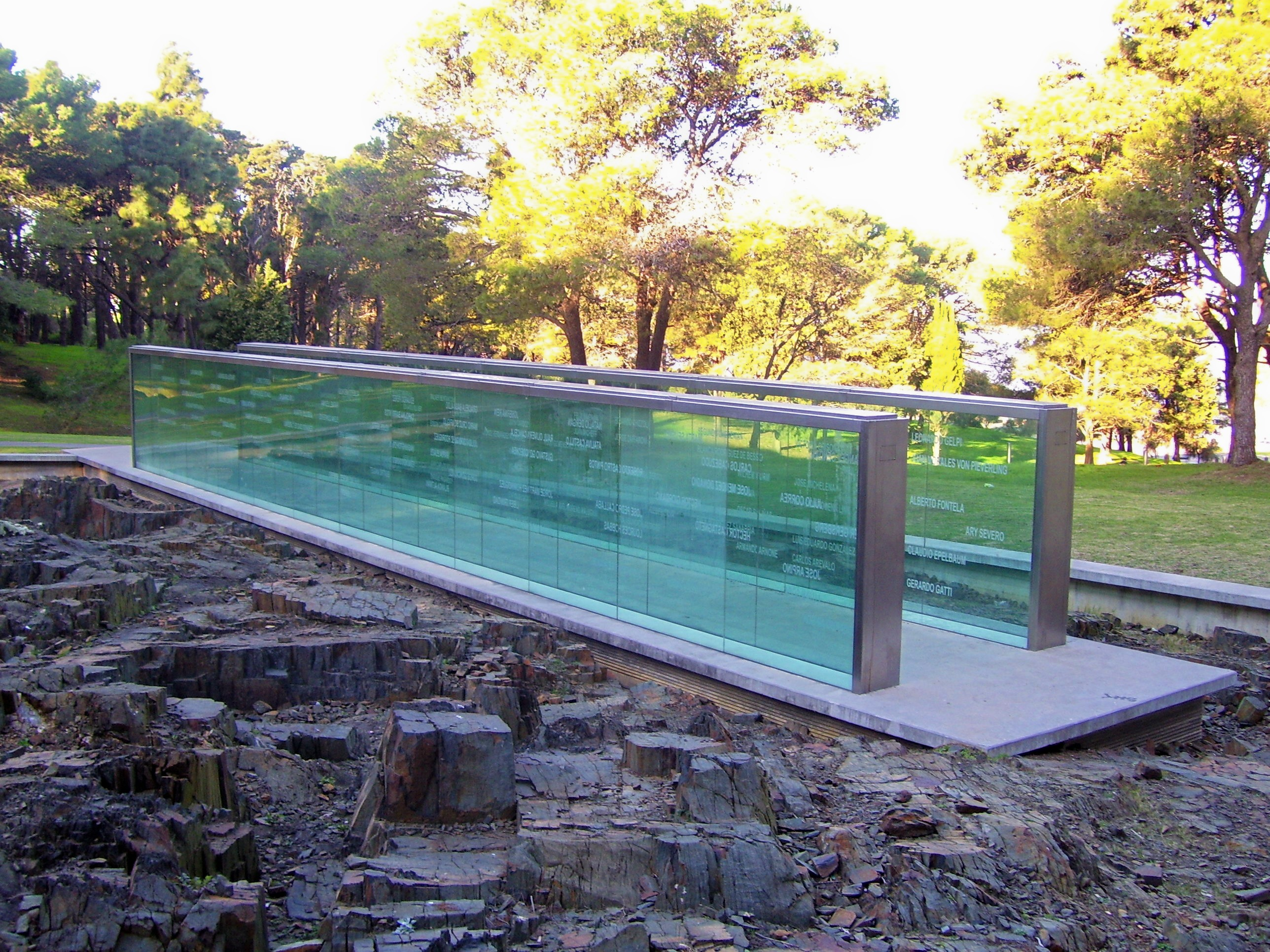
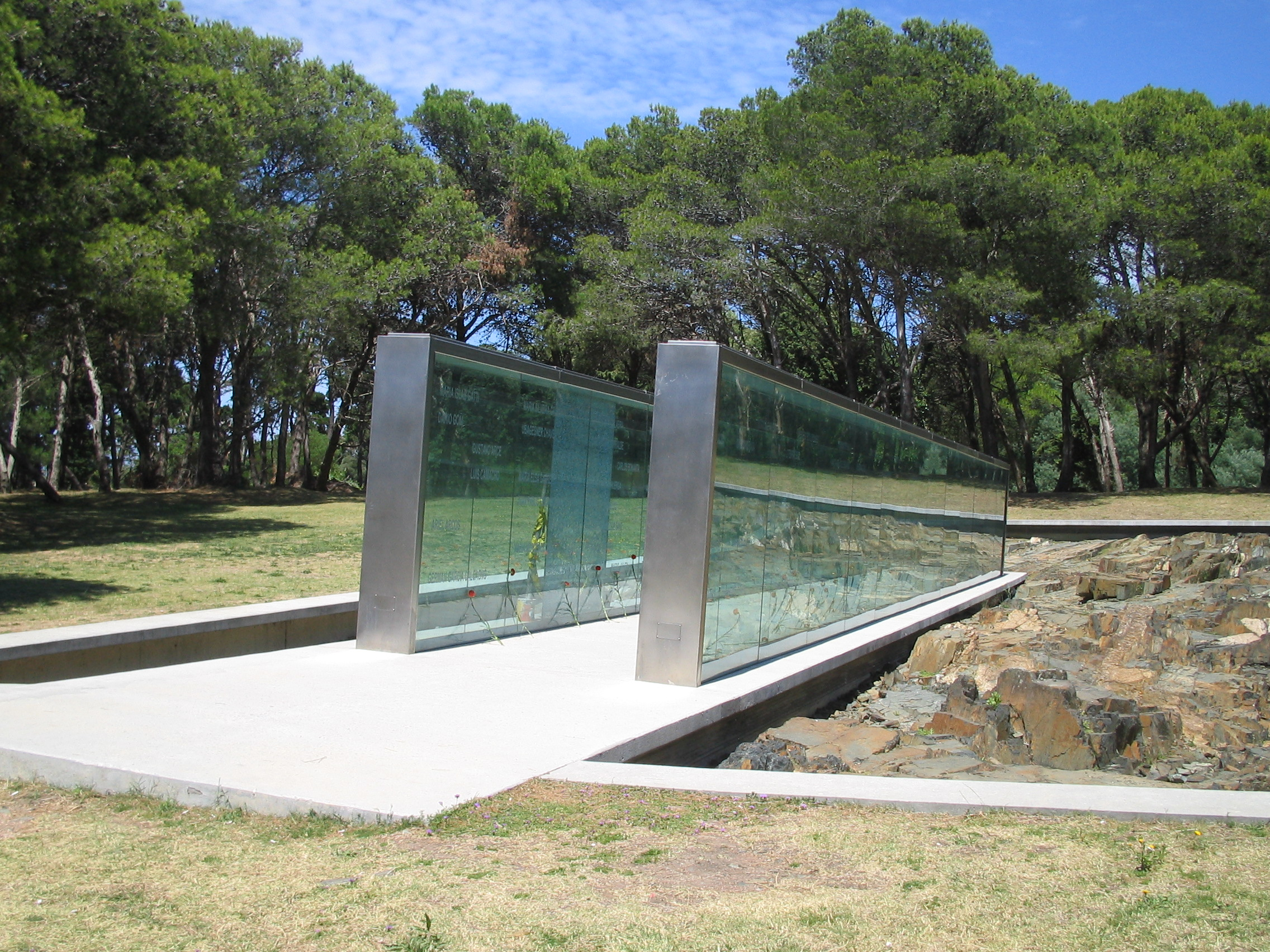
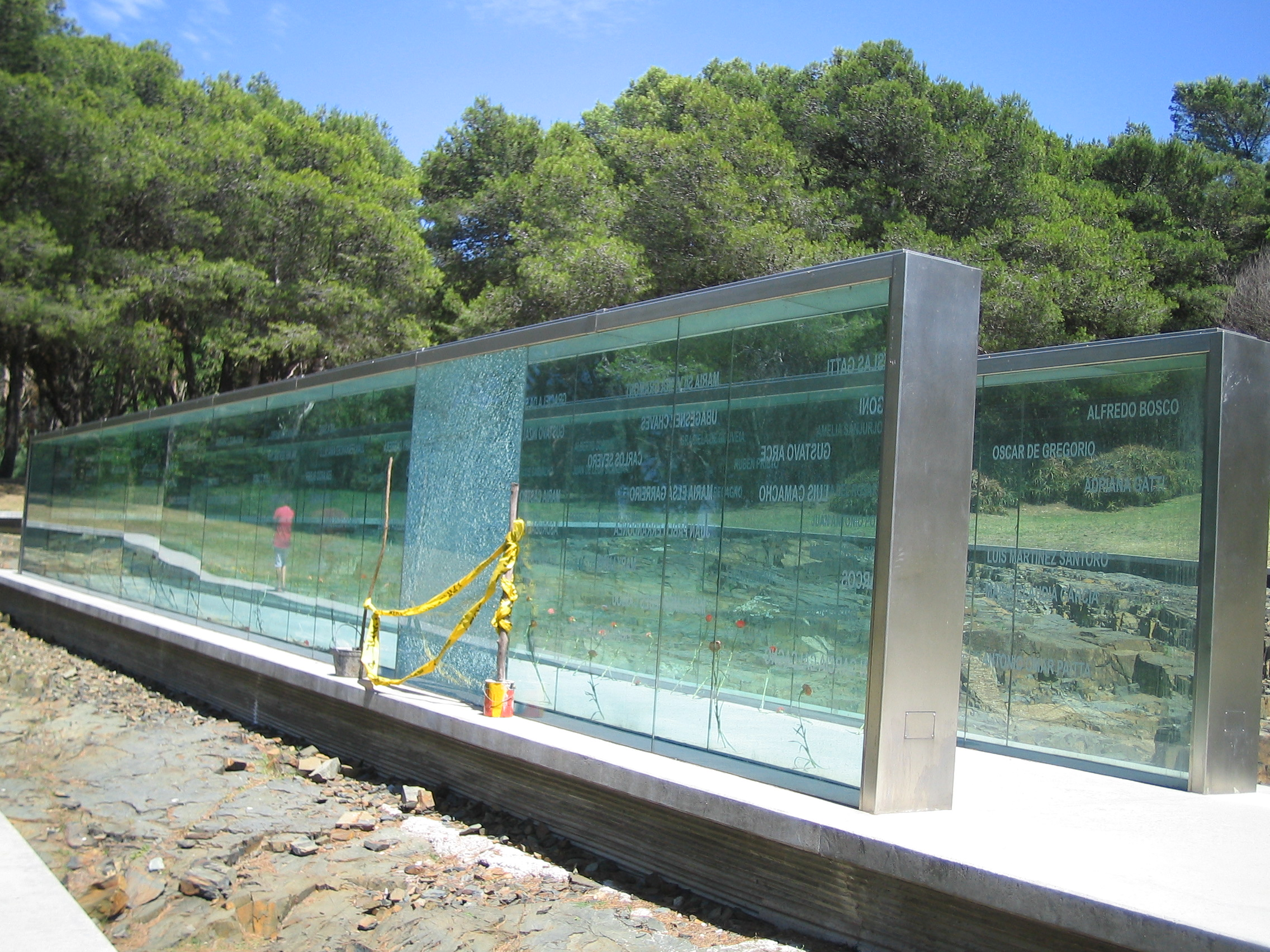